# Rocío Jurado
Rocío Jurado, nome d'arte di María del Rocío Mohedano Jurado (Chipiona, 18 settembre 1943 – Madrid, 1º giugno 2006), è stata una cantante e attrice spagnola.
Era nota anche come La Chipionera e La más grande.

Da sinistra, Edwige Fenech, Dolores Agusta e Rocío Jurado al concorso di bellezza "Lady Europa" (agosto 1967)

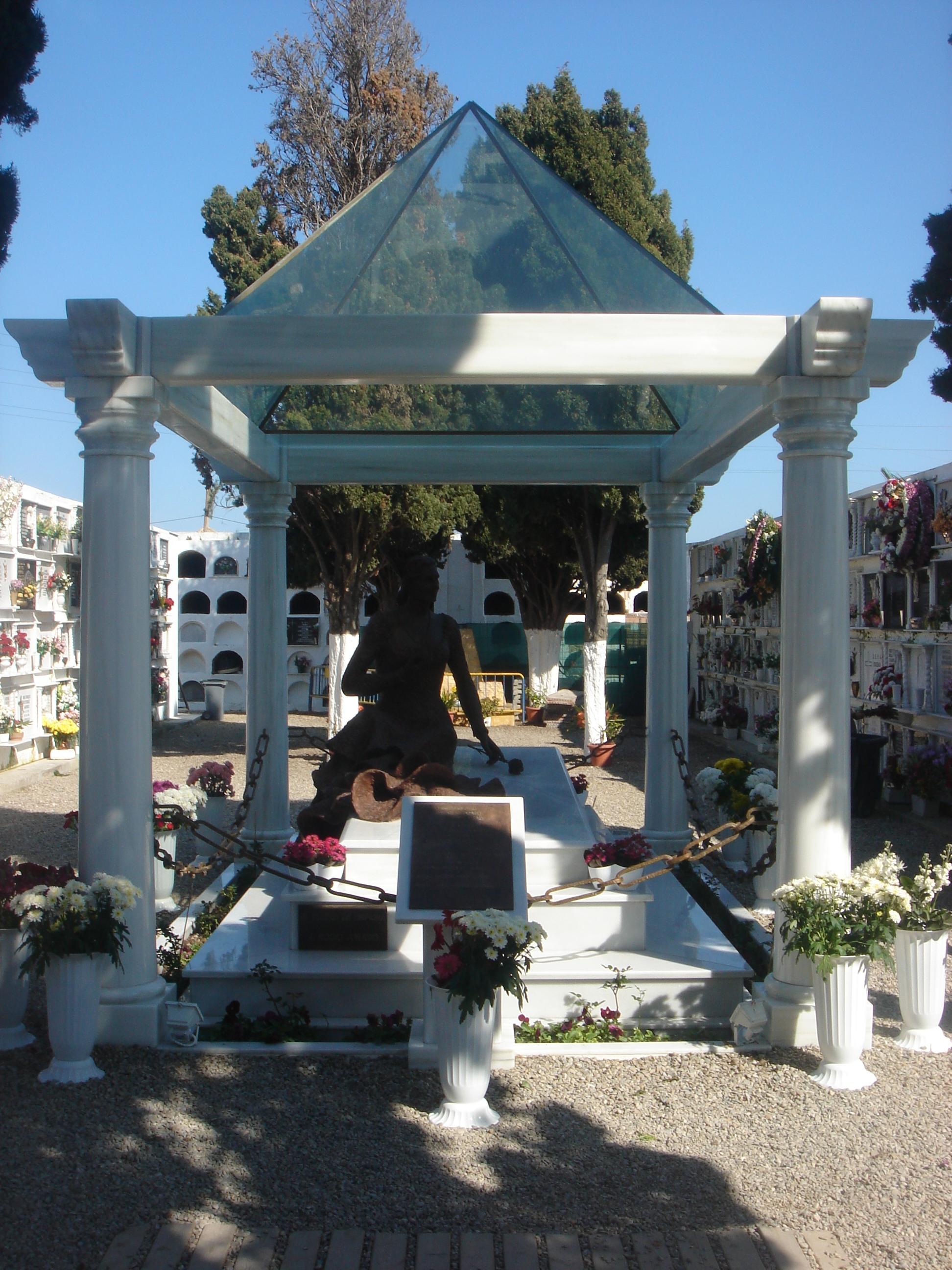
Tomba di Rocío Jurado, nel cimitero di San José di Chipiona.

## Biografia
Nata nella provincia di Cadice, in Spagna, era detta La más grande (la più grande). Sposò in prime nozze il pugile Pedro Carrasco, con il quale ebbe una figlia, Rocío Carrasco (Madrid , 29 aprile 1977).    Divorziata, sposò il torero José Ortega Cano, con il quale adottò due bambini, Gloria Camila e José Fernando.

## Carriera
Iniziò a cantare in giovanissima età, debuttando al cinema nel 1962 in Los guerrilleros, recitando con Manolo Escobar. Recitò poi, nel ruolo della protagonista, nel 1966 in Proceso a una estrella e nel 1971 in Una chica casi decente.
Nel 1967 partecipò come rappresentante della Spagna al concorso di bellezza Lady Europa; la manifestazione si svolse ad agosto e la Jurado si classificò al secondo posto (dietro alla vincente Dolores Agusta e davanti alla francese Edwige Fenech, classificatasi terza).
Mentre era temporaneamente in Argentina, partecipò ad un musical di successo denominato La zapatera prodigiosa, imperniato su un'opera di Federico García Lorca. Dopo l'incontro con il compositore Manuel Alejandro, Rocío Jurado divenne una della più amate figure sulle scene musicali dell'America Latina, dopo aver pubblicato Muera el amor e Señora, oltre ad altri successi.
Nel 1985 ha cantato alla White House per il presidente Ronald Reagan.

## Gli ultimi anni, la malattia e la morte
Nel 2004, le fu diagnosticato un cancro al pancreas e venne curata a Houston in Texas nel 2006. Nell'aprile del 2006, ebbe una ricaduta e venne ricoverata in un ospedale di Madrid. Morì il 1º giugno 2006, nella sua casa di La Moraleja, Madrid, all'età di 61 anni. La notizia della morte è stata ampiamente divulgata nella web de Billboard.
La sua salma è stata tumulata nella sua città natale di Chipiona (provincia di Cadice), nel cimitero di San José.

## Discografia
- 1969- Rocío Jurado (Columbia)
- 1970- Proceso a una estrella (Columbia)
- 1971- Rocío Jurado (Columbia)
- 1973- Soy de España (Columbia)
- 1974- Rocío Jurado (Columbia)
- 1975- Rocío (RCA)
- 1976- Rocío Jurado (A que no te vas) (RCA)
- 1976- Rocío Jurado (Columbia)
- 1977- Amor Marinero (RCA)
- 1978- Rocío Jurado (Columbia)
- 1978- De ahora en adelante (RCA)
- 1979- Por Derecho (RCA)
- 1979- Señora (RCA)
- 1980- Canta a México (RCA)
- 1981- Ven y Sígueme (RCA)
- 1981- Canciones de España (RCA)
- 1981- Como una Ola (RCA)
- 1983- Canciones de España II: Y sin embargo te quiero (RCA)
- 1983- Desde dentro (RCA)
- 1985- Paloma Brava (EMI)
- 1987- ¿Dónde estás amor? (EMI)
- 1988- Canciones de España Inéditas (EMI)
- 1989- Punto de Partida (EMI)
- 1990- Rocío de Luna Blanca (EMI)
- 1990- Nueva Navidad (Sony)
- 1991- Sevilla (Sony)
- 1993- Como las alas al viento (Sony)
- 1993- La Lola se va a los puertos B.S.O (Sony)
- 1995- Palabra de honor (Sony)
- 1998- Con mis cinco sentidos (Sony)
- 2001- La más grande: Con la Orquesta Sinfónica de Bratislava (Bat Records)
- 2003- Yerbabuena y Nopal (Sum Records)
- 2006- Rocío Siempre (Sony-BMG)

## Filmografia
- La Lola se va a los puertos (1993)
- Sevillanas (1992)
- El amor brujo (1986)
- La querida (1976)
- Una chica casi decente (1991)
- Lola la piconera (TV film, 1991)
- Una chica casi decente (1971)
- En Andalucía nació el amor (1966)
- Proceso a una estrella(1966)
- Los guerrilleros (1962)